# Caulanthus
Genre
Caulanthus est un genre végétal de la famille des Brassicaceae. 

## Liste d'espèces
Selon ITIS :
- Caulanthus lasiophyllus var. lasiophyllus (Hook. & Arn.) Payson
- Caulanthus amplexicaulis S. Wats.
- Caulanthus barnebyi Rollins & P. Holmgren
- Caulanthus cooperi (S. Wats.) Payson
- Caulanthus coulteri S. Wats.
- Caulanthus crassicaulis (Torr.) S. Wats.
- Caulanthus glaucus S. Wats.
- Caulanthus hallii Payson
- Caulanthus heterophyllus (Nutt.) Payson
- Caulanthus inflatus S. Wats.
- Caulanthus major (M.E. Jones) Payson
- Caulanthus pilosus S. Wats.
- Caulanthus simulans Payson